# Феміністична педагогіка
Феміністична педагогіка — педагогічна основа, заснована на феміністичній теорії. Вона охоплює набір епістемологічних теорій, стратегій викладання, підходів до змісту, практик у класі та стосунків між викладацтвом та студентством. Феміністична педагогіка, разом з іншими видами прогресивної та критичної педагогіки, вважає знання соціально сконструйованими.

## Огляд
Мета феміністичної педагогіки — створити або усунути стандарти в класі таким чином, щоб розкріпачити учнів та їхнє навчання. Наприклад, розкріпачений клас не має жодної бінарності. Феміністична педагогіка природним чином створює новий метод навчання, де навички та знання не обмежуються класом, а поширюються на суспільство в цілому. У класах, де застосовують феміністичну педагогіку, використовують різноманітний і різноплановий досвід, наявний у просторі, як можливість розвивати навчання через використання; життєвий досвід як урок, розбиваючи знання і розглядаючи гендер, расу і клас як єдине ціле.
Феміністична педагогіка звертає увагу на дисбаланс влади, присутній у багатьох західних освітніх установах, і працює над тим, щоб децентрувати цю владу. У більшості традиційних навчальних закладів домінуюча структура влади ставить освітян вище за здобувачів. Феміністична педагогіка відкидає цю нормативну динаміку в класі, прагнучи сприяти створенню більш демократичного простору, який функціонує з розумінням того, що і освітяни, і учнівство є суб'єктами, а не об'єктами. Учнівство заохочують відкинути нормативні позиції пасивності та натомість взяти під контроль власне навчання.
Діючи в процесі навчання, учнівство заохочуються до розвитку критичного мислення та аналітичних навичок. Ці здібності потім використовуються для деконструкції та виклику проблем нашого суспільства, таких як «деспотичні характеристики суспільства, яке традиційно служить політично консервативним та економічно привілейованим верствам населення».
Фундамент феміністичної педагогіки ґрунтується на критичних теоріях навчання та викладання, таких як «Педагогіка пригноблених» Пауло Фрейре. Феміністична педагогіка — це активний процес, якому сприяють конкретні цілі в класі, під час якого учасники та учасниці вчаться поважати відмінності один одного, досягати спільних цілей і допомагати одне одному досягати індивідуальних цілей. Цей процес сприяє спільному навчанню, підтвердженню особистого досвіду, заохоченню соціального розуміння та активізму, а також розвитку критичного мислення та відкритості. Він визначає практичне застосування феміністичної теорії, водночас підкреслюючи важливість соціальних змін, зокрема в інституційній ієрархії, що існує в академічних колах. Феміністична педагогіка найчастіше використовується на уроках жіночих студій, метою яких є перетворення студентів з об'єктів на суб'єктів дослідження. Однак використання феміністської педагогіки не обмежується лише курсами жіночих досліджень.

## Атмосфера школи
Феміністична педагогіка прагне критикувати і виправляти уявний дисбаланс влади між формами ієрархічної влади, такими як освітяни та інституції, і здобувацтвом освіти, які, як вважається, зазвичай наділені значно меншою соціальною владою і свободою дій у процесі творення знань. У цьому сенсі феміністична педагогіка має на меті реструктуризувати традиційне навчальне середовище на користь спільного та спільного досвіду освіти, який, зрештою, розглядає студентів як рівноправних учасників та джерел знань.
Освітній клімат у закладах освіти, що є результатом домінування неоліберальних конкурентних ідеологій, не надає пріоритету спільним процесам навчання, дослідження та громадської діяльності. Динаміка влади в класі, що діє в неоліберальних інституціях, демонструє конкурентний стиль взаємодії, який використовує страх і сором як мотивацію для розвитку учнів. Традиційні підходи до освіти підтримують статус-кво, зміцнюючи існуючі владні структури домінування. «Процес академічної роботи по суті є антагоністичним робітничому класу, а академіки, здебільшого, живуть в іншому світі культури, іншими способами, що робить його також антагоністичним до життя робітничого класу». На противагу цьому, феміністична педагогіка відкидає суспільні системи пригноблення, визнаючи і критикуючи інституційну та індивідуальну відповідність, пов'язану з академією, яка увічнює більш масштабне суспільне пригноблення, що триває. Навчальна аудиторія — це мікросвіт того, як влада порушується і здійснюється у великому суспільстві. «Учнівство використовує витончені засоби, щоб утримати свою владу і намагаються забезпечити і відтворити статус-кво в аудиторії».

## Якості феміністичної педагогіки
Критична педагогіка висуває ідею, що знання не є статичним і унітарним, а є результатом відкритого процесу переговорів і взаємодії між освітянами і учнівством. Феміністична педагогіка, як відгалуження критичної педагогіки, далі вважає, що гендер відіграє вирішальну роль у класі, впливаючи не лише на те, «що викладають, але й на те, як це викладають». Як і всі форми критичної педагогіки, феміністична педагогіка має на меті «допомогти учнівству розвинути свідомість свободи, розпізнати авторитарні тенденції та поєднати знання з владою та здатністю до конструктивних дій». Феміністична педагогіка поєднується з багатьма формами критичної педагогіки, включаючи ті, що зосереджені на расовій та етнічній приналежності, класі, постколоніалізмі та глобалізації.

У вступі до збірки Feminist Pedagogy: Looking Back to Move Forward пояснюється якості та відмінності від критичної педагогіки:
Як і визвольна педагогіка Фрейре, феміністична педагогіка ґрунтується на припущеннях про владу та підвищення свідомості, визнає існування пригноблення, а також можливість його припинення, і висуває на перший план бажання та основну мету соціальних перетворень. Однак феміністичне теоретизування пропонує важливі складнощі, такі як піддання сумніву поняття цілісного соціального суб'єкта або сутнісної ідентичності, артикуляція багатогранної та мінливої природи ідентичностей та гноблення, розгляд історії та цінності феміністичної просвітницької діяльності на відміну від фрейреанських методів, а також зосередження на дослідженні свідомості та соціального становища вчительки та учня.
Феміністична педагогіка займається вивченням суспільних утисків, працюючи над тим, щоб знищити їхнє відтворення в інституційних умовах. Педагогині-феміністки працюють над заміною старих парадигм освіти новою, яка зосереджується на досвіді особистості разом із визнанням свого оточення. Вона розглядає потребу в соціальних змінах і зосереджується на навчанні маргіналізованих за допомогою стратегій розширення можливостей, побудови спільноти та, зрештою, розвитку лідерства. Феміністична педагогіка втілює теорію про передачу знань у класі, пропонуючи конкретні освітні стратегії, критерії та методи для досягнення бажаних цілей або результатів курсу. Феміністична педагогіка та методи навчання, що випливають з феміністичних підходів, мають багато відмінних якостей. Серед пов'язаних з цим атрибутів деякі з найбільш помітних рис включають розвиток рефлексивності, критичного мислення, особисте та колективне розширення можливостей, перерозподіл влади в класі та активне залучення до процесів переосмислення. Критичні навички, що розвиваються за допомогою феміністичної педагогіки, сприяють визнанню та активному опору соціальним утискам та експлуатації. Крім того, феміністична педагогіка позиціонує свої епістемологічні дослідження в контексті соціального активізму та суспільних перетворень.
Рефлексія, необхідна для реалізації феміністичної педагогіки, дозволяє учням критично розглянути позиції, які вони займають у суспільстві. Позиції привілеїв та маргіналізації розшифровуються, що призводить до теоретизації та глибшого розуміння власної багатогранної ідентичності та сил, пов'язаних із володінням певною ідентичністю. Критичне мислення — ще одна якість феміністичної педагогіки, яка тісно пов'язана з практиками рефлексії. Критичне мислення, яке заохочує феміністична педагогіка, міцно вкорінене в повсякденному життєвому досвіді. Критичне мислення використовується всередині та поза класною кімнатою, щоб кинути виклик домінуючим культурним наративам і структурам.
Розширення можливостей у класі є центральним у феміністичних педагогічних методах навчання. Студентство підтверджується у своїй ідентичності та досвіді, і їх заохочують ділитися з простором особистим розумінням для створення різноманітної та міжсекційної бази знань. Класні кімнати, які працюють в рамках феміністської педагогічної структури, цінують цілісність осіб і колективну повагу до існуючих відмінностей у досвіді та знаннях. Перевірка реалій студентства сприяє розвитку індивідуальних талантів і здібностей, а також зміцненню згуртованості в групі. Розширення можливостей колективу здобувачів досягається шляхом навмисного поширення традиційних відносин влади в класі. Зрозуміло, що є ключовим для успіху та розвитку класного простору, що влада розподіляється між усіма його складовими. У традиційних академічних умовах влада зберігається через владу освітян. Структура цього відношення влади підтверджує виключно досвід і знання вчителя, стверджуючи, що учнівство мало можуть запропонувати для полегшення навчання. За своєю суттю феміністська педагогіка спрямована на децентралізацію влади в класі, щоб дати учнівству можливість висловити свої погляди, реалії, знання та потреби. Цей інструмент використовуватиме процес децентрації влади, коли освітяни дистанціюються від свого авторитетного статусу та дають можливість своєму учнівству мати з ними рівні умови. На відміну від багатьох інших методів навчання, феміністична педагогіка кидає виклик лекціям, запам'ятовуванню та тестам як методам розвитку та передачі знань. Феміністична педагогіка стверджує, що влада в класі має бути делікатно збалансована між освітянами і учнівством, щоб інформувати навчальний план і практику в класі. Обмін енергією створює простір для діалогу, який відображає численні голоси та реалії студентства. Поділяючи владу та сприяючи голосу серед здобувацтва, освятни і учнівство переходять до більш демократичних і шанобливих відносин, які визнають виробництво знань обома сторонами. Спільна влада також децентралізує домінуюче традиційне розуміння навчання, дозволяючи учнівству вільно спілкуватися з освітянами, замість того, щоб професор надавав студентам інформацію.
Феміністичні педагогічні теоретикині не тільки ставлять під сумнів поточну атмосферу в класі, але й займаються спекуляціями про те, якою вона може існувати. Порозуміння, що сприяють у класній кімнаті, не призначене для існування в межах академічних кіл, а заохочується для сприяння громадській активності. Теорія та дослідження в класі позиціонуються відповідно до їхнього соціального контексту та наслідків. Студентство заохочують використовувати те, що вони дізналися в класі, і застосовувати свої знання для запровадження соціальних змін.

## Історія
Феміністична педагогіка розвивалася разом із розвитком жіночих досліджень в академічній установі. Зростання обізнаності про сексизм, що виникає в кампусах коледжів, і необхідність сприяти професіоналізму в певних сегментах жіночого руху призвели до інституціоналізації програм жіночих досліджень. Інституціоналізація програм жіночих досліджень сприяла генерації виклику існуючим канонам і дисциплінам, що відображено в методах навчання в класі. «Сфера жіночих студій значно розширилася з часу появи перших курсів у 1970 році. Критика домінуючих парадигм і компенсаторні дослідження, що були характерні для її ранніх етапів, спричинили вибух наукових досліджень, які значно розширили навчальну програму бакалаврських жіночих студій, уможливили розвиток викладання на рівні аспірантури та стимулювали зусилля, спрямовані на інтеграцію нових наукових досліджень про жінок у навчальні програми. Упродовж усього розвитку цієї галузі процеси викладання курсів жіночих студій привертали значну увагу науковців, що призвело до появи значного масиву теорії, яка намагається визначити елементи феміністичного викладання».

## Впливові постаті

### Пауло Фрейре

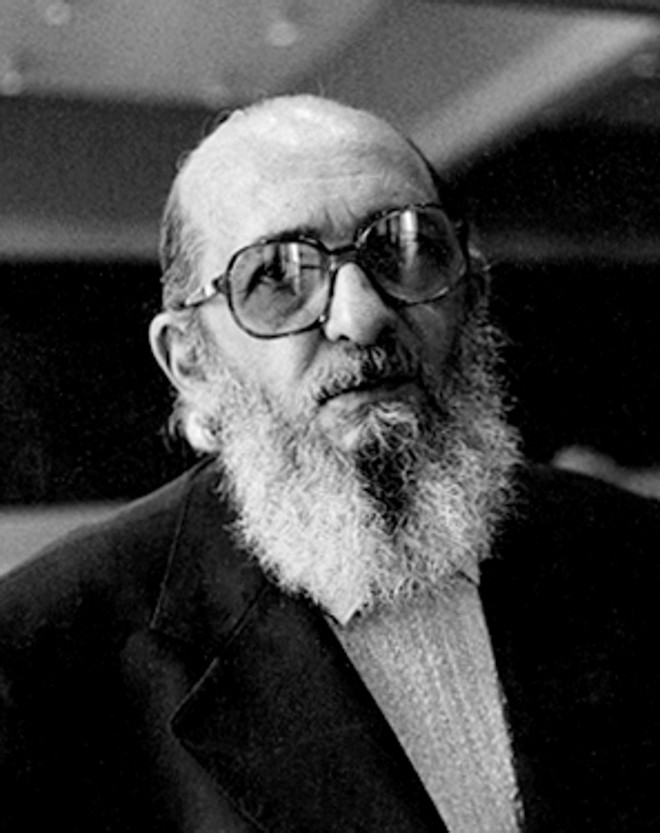
Пауло Фрейре

Теоретик Пауло Фрейре відомий своєю роботою в галузі критичної педагогіки, окремим проявом якої є феміністична педагогіка. У своїй книзі «Педагогіка пригноблених» 1968 року Фрейр використовував марксистську теорію, щоб стверджувати, що стосунки «ученівство-освітяни» відображають і зміцнюють проблемні суспільні структури влади. Він також виступав проти того, що він назвав банківською моделлю освіти, у якій учень розглядається як порожній рахунок, який чекає, щоб його заповнив вчитель, написавши: «вона перетворює учнів на об'єкти, що приймають. Вона намагається контролювати мислення та дії, веде людей і жінкам пристосовуватися до світу, і гальмує їхню творчу силу».
Робота Фрейре наголошувала на необхідності для вчительства уникати своєї класової точки зору і розглядати як освіту, так і революцію як процес спільного розуміння між освітянами і тими, кого навчають, лідерами і веденими. Феміністична педагогіка, як вона розвинулася в Сполучених Штатах, є історично обумовленим прикладом застосування критичної педагогіки на практиці. Феміністичні концепції освіти багато в чому схожі з педагогікою Фрейре, і феміністичні педагогині часто посилаються на Фрейре як на теоретика освіти, який найближче підходить до підходу і цілей феміністичної педагогіки. І феміністична педагогіка, як її зазвичай визначають, і педагогіка Фрейре спираються на бачення соціальної трансформації; в основі обох лежать певні спільні припущення щодо пригноблення, свідомості та історичних змін. Обидві педагогіки стверджують, що пригнічення є частиною матеріальних умов існування людей і частиною їхньої свідомості. Вони також ґрунтуються на погляді на свідомість як на щось більше, ніж суму домінуючих дискурсів, але як на таку, що містить у собі критичний потенціал — те, що Антоніо Грамші називав «здоровим глуздом»; таким чином, обидві розглядають людей як суб'єктів і дійових осіб історії та мають сильну прихильність до справедливості, бачення кращого світу і потенціалу для визволення.

### белл гукс

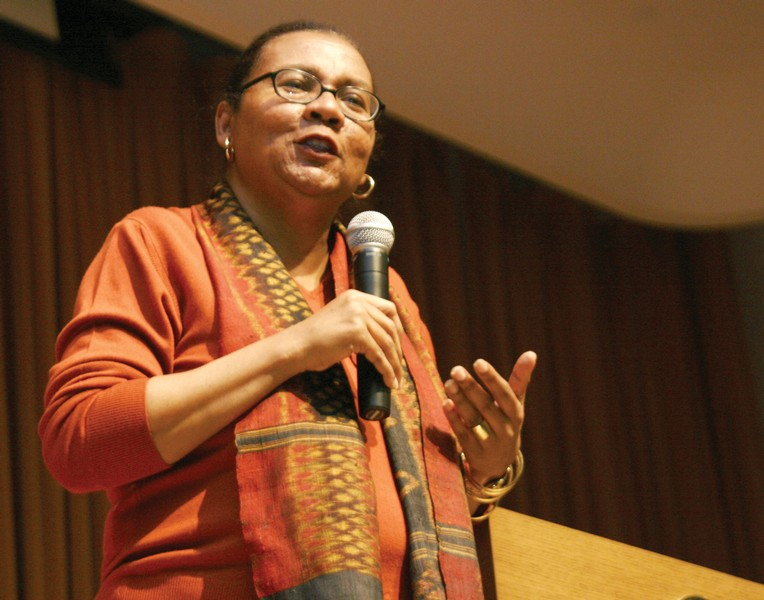
гачки-дзвіночки

белл гукс (1952—2021) — видатна американська письменниця, феміністка та громадська активістка. У «Навчанні переступати: освіта як практика свободи» вона стверджує, що використання вчительством контролю та влади над учнями притупляє ентузіазм учнів і вчить підкорятися владі, «обмежуючи кожного учня заучуванням, конвеєрним підходом до навчання». Вона виступала за те, щоб університети заохочували студентство і викладацтво до співпраці, роблячи навчання більш розслаблюючим і водночас захоплюючим. Вона описує викладання як «каталізатор, який закликає кожного ставати все більш і більш залученим» у те, що вона називає залученою, інтерактивною, трансгресивною педагогікою. Педагогічні практики гукс існують як взаємодія антиколоніальної, критичної та феміністичної педагогіки і ґрунтуються на свободі, «створенні спільноти в класі», що нагадує як демократичний процес, так і здорове сімейне життя, сформоване «взаємною готовністю слухати, сперечатися, не погоджуватися і миритися».
Гукс також побудував міст між критичним мисленням і реальними життєвими ситуаціями, щоб дати можливість педагогам показати учням повсякденний світ замість стереотипного бачення світу. Хукс стверджує, що вчителі та учні повинні брати участь у допитах щодо культурних припущень, які підтримуються пригніченням.

### Патті Летер
Патті Лейтер викладає якісні дослідження, феміністичну методологію, гендер та освіту в Університеті штату Огайо з 1988 року. Вона є відомою феміністичною авторкою з чотирма опублікованими книгами. Латер зосереджується на критичних феміністичних питаннях і теоріях, а нещодавно розпочала дослідження взаємозв'язку між фемінізмом та освітою.

### Ілеана Хіменес
Ілеана Хіменес — вчителька середньої школи в Нью-Йорку, яка викладає курси з фемінізму, ЛГБТ-літератури, Тоні Моррісон і написання мемуарів. Вона відома в усьому світі своєю книгою та розповідями про інклюзивність у середніх школах, своєю роботою, щоб зробити школи безпечнішими місцями для учнів ЛГБТ, і отримала численні нагороди за розробку навчальних програм. На її фемінізм і педагогіку сильно вплинули белл гукс.
Хіменес викладає в нью-йоркській середній школі Елізабет Ірвін клас під назвою «Жорстокі та казкові: Феміністичні письменниці, художниці та активістки». Цей клас складається з учнів молодших та старших класів. Мета цього класу — привернути увагу підлітків до фемінізму. Навчати через інтерсекціональну лінзу, щоб допомогти учням осмислити своє життя. Хіменес хоче застосувати феміністичну педагогіку, щоб залучити своїх учнів до національних і глобальних проблем нашого повсякденного життя. «Перехрестя, яке пояснює, як інтерсекціональність допомагає зрозуміти владу та пригнічення, ідентичність та агенцію».

### Джуді Чикаго
Джуді Чикаго — американська художниця, педагогиня і письменниця. Вона найбільш відома своєю роботою як художниця-феміністка і новаторка феміністичної освіти в мистецтві. У 1970 році в Чикаго розробила першу феміністичну мистецьку програму у Державному коледжі Фресно. У 1972 році її «Будинок для жінок» був виставлений у CalArts перед аудиторією понад 10 000 глядачів. Ця масштабна інсталяція була результатом феміністичної мистецької програми Джуді Чикаго та Міріам Шапіро і одним із перших творів мистецтва, що зосереджував увагу на досвіді жінок. Відтоді Чикаго стала провідним голосом у мистецькій освіті. Її кар'єра як викладачки мистецтва описана в книзі «Інституційний час: критика мистецької освіти», виданій у 2014 році. Її колекція феміністичних навчальних матеріалів 1970—2005 років зберігається в Університеті штату Пенсильванія, де вона доступна на сайті Джуді Чиказьку художню освітню колекцію.

## Практична реалізація

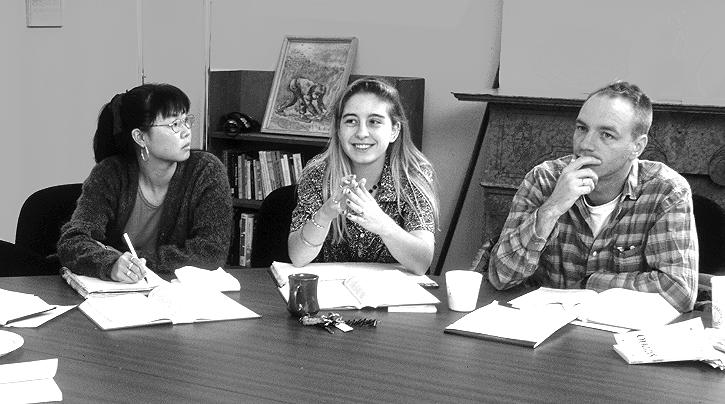
Студенти коледжу Шимер беруть участь у децентрованому обговоренні Сапфо.

За своєю суттю феміністична педагогіка спрямована на децентралізацію влади в класі, щоб дати учням можливість висловити свої погляди, реалії, знання та потреби. Це можна використати через процес децентрації влади, коли освітяни дистанціюються від свого авторитетного статусу та дають змогу своєму учнівству мати рівну з ними позицію. Педагогіка також може бути реалізована на практиці, залучаючись до активності в класі та поза ним.

### Децентрування потужності
Одним із центральних принципів феміністичної педагогіки є трансформація стосунків між вчительством та учнівством. Відповідно до цього методу викладання, освітяни прагнуть розширити можливості студентства, пропонуючи їм можливості для критичного мислення, самоаналізу та розвитку голосу. На відміну від багатьох інших способів викладання, феміністична педагогіка ставить під сумнів лекції, запам'ятовування та тести як методи розвитку та передачі знань. Феміністична педагогіка стверджує, що влада в класі повинна бути делікатно збалансована між вчительством та учнівством, щоб забезпечити навчальну програму та практику в класі. Децентралізована влада створює простір для діалогу, який відображає різні голоси та реалії учнівства.
Поділяючи владу, викладацтво і студентство переходять до рівноправного становища, в якому студентству надається простір для виробництва знань.

### Підвищення свідомості
Одним з основних методів, який використовують феміністичні освітяни для децентралізації влади, є процес, відомий як «підвищення свідомості». Популяризована на початку 1970-х років, ця методика реалізується, як правило, шляхом сидіння в колі та обговорення власного досвіду, а також пошуку спільних рис, які, на думку окремих осіб, є лише особистою справою їхнього життя. В ідеалі, підвищення свідомості використовується як метод збільшення кількості людей, які усвідомлюють соціальне питання чи проблему.

### Опитування та дебрифінг
Подібно до підвищення свідомості, опитування та дебрифінг закликають до обговорення. Ідея полягає в тому, щоб допомогти учнівству усвідомити власні особисті стереотипи, які походять від раси, класу та будь-яких інших ознак походження. Кінцева мета полягає в тому, щоб створити рефлексивну дискусію про те, як кожен із них, швидше за все, був жертвою певного типу дискримінації, і закликати до дій з цього моменту. Заклик до дії може включати запрошення запрошених доповідачів/доповідачок і надання їм послуху інших історій, або для більш інтерактивного завдання розіграти сценку. Якою б не була мета — визнати та покінчити з упередженою поведінкою.

### Активістські проєкти
Активістські проєкти заохочують студентство виявляти реальні форми гноблення та визнавати потенціал феміністичного дискурсу за межами академічної сфери. Цілі такого практичного застосування феміністичної педагогіки включають підвищення обізнаності студентства щодо патріархального гноблення, надання їм можливості діяти та допомогу у вивченні конкретних політичних стратегій активізму. Студентські активістські проєкти набувають різноманітних форм, включаючи організацію кампаній з написання листів або листів до редакції, протистояння з адміністрацією кампусу або місцевими правоохоронними органами, організацію груп для пікетування подій та участь у національних маршах.
Викладачки-феміністки, які писали про свій досвід виконання активістських проєктів, визнають, що цей нетрадиційний метод може бути складним для студентства. Одна з викладачок зазначила, що на цьому шляху виникали труднощі, зокрема, коли студентство не хотіло ставити себе в суперечливу позицію, а також коли їм було складно впоратися з негативною реакцією на свої дії. Оскільки освітяни хочуть, щоб учнівство отримало позитивний, але складний (інколи перший) досвід активізму, вони часто дають учнівству велику свободу у виборі проєкту. Освітяни можуть попросити учнівство розробити проєкт, який би «протестував проти сексизму, расизму, гомофобії чи будь-якого іншого „ізму“, пов'язаного з феміністичною думкою, в одній ситуації».

## Феміністична оцінка
Літератури про феміністичне оцінювання небагато, можливо, через розбіжності між поняттями фемінізму та оцінювання. Наприклад, традиційне оцінювання, таке як стандартизовані тести, підтверджує банківську модель освіти, а концепція оцінювання у вигляді оцінок або здатності просуватися в рамках структурованої навчальної програми є формою влади, яку має навчальний заклад. Проте, література з феміністичної педагогіки містить кілька прикладів феміністичних методів оцінювання. Ці методи децентрують структуру влади, яку підтримує традиційне оцінювання, зосереджуючи увагу на голосі та досвіді студентів, що дозволяє студентам брати участь у процесі оцінювання.
Використання журналювання вважається однією з феміністичних методик оцінювання а також ідея «спільного оцінювання» або оцінювання, що характеризується інтерактивністю та довірою. При розгляді феміністичних підходів до оцінювання слід враховувати методи оцінювання, запозичені з критичної педагогіки. Це може включати залучення студентства до створення критеріїв оцінювання або взаємооцінки чи самооцінки. Нарешті, Аккарді стверджує, що феміністичні підходи до оцінювання можуть бути вбудовані в більш традиційні форми оцінювання (такі як методи оцінювання в класі або методи оцінювання успішності), якщо учнівству буде дозволено розмірковувати або оцінювати свій досвід. Опитування, інтерв'ювання та фокус-групи також можна вважати оцінюванням із феміністичним підходом за умови, що шукають голос або знання студентства. Ці стратегії оцінювання мають бути пристосовані до типу навчання, яке проводиться; методи оцінки продуктивності можуть бути більш придатними для короткострокового навчання. Якщо інструктор/інструкторка проводить більше часу з учнем/ученицею, то можлива можливість для більш глибокого, рефлексивного зворотного зв'язку та оцінювання.

## Критика
Існує кілька елементів феміністичної педагогіки, які протягом багатьох років піддавалися критиці. Відмінність феміністичної педагогіки від інших критичних і прогресивних педагогік була поставлена під сумнів.
Феміністична педагогіка має спільні інтелектуальні та політичні корені з рухами, які складають програму освіти визволителів за останні 30 років. Ці рухи кинули виклик традиційним уявленням про природу та роль освіти, а також про стосунки між викладацтвом, учнівством та знаннями. Вони сприяли зусиллям щодо демократизації класу, прояснення та викриття відносин влади в класі та за його межами, а також заохочували свободу дій студентства, як особисту, так і політичну. Крім того, вони закликали до того, щоб освіта відповідала суспільним проблемам, стверджуючи, що знання, отримані та передані в класі, мають стосуватися життя тих, кого вони описують, і сприяти соціальній справедливості у світі в цілому.
Досліджуючи подібність між феміністичною та іншими критичними та прогресивними педагогіками, аргумент про те, що феміністична педагогіка не зовсім відрізняється від інших педагогік у своїх ідеологіях і стратегіях, містить певну достовірність.
Феміністична педагогіка спрямована на перерозподіл влади в класі. Незважаючи на спроби реструктуризації відносин влади, залишається можливість зберегти традиційну освітню ієрархію у феміністичних класах. «Навіть ті освітяни, які сповідують принципи критичної педагогіки (багато з яких білі та чоловіки), все ще ведуть свої аудиторії у спосіб, який лише зміцнює буржуазні моделі пристойності». Цілеспрямованість, яка лежить в основі спроб перерозподілу влади, може просто маскувати відносини влади, а не автентично виявляти та розглядати композиційний склад влади. Незважаючи на спроби створити більш егалітарну взаємодію вчительства та учнівства, вчительство все ще значною мірою визначає напрямок класної кімнати, саме вчительство «встановлює порядок денний і виставляє оцінки, а не учні». Феміністична педагогіка, зосереджуючись на владних відносинах між учнем і вчителем, часто не може врахувати динаміку влади, яка діє серед класу. «Коли клас стає більш різноманітним, освітяни стикаються з тим, як політика домінування часто відтворюється в освітньому середовищі. Наприклад, білі учні чоловічої статі продовжують бути найбільш активними в наших класах. Кольорові учні та деякі білі жінки висловлюють побоювання, що однолітки будуть вважати їх інтелектуально неадекватними».
Гегемоністський білий фемінізм критикували за те, що він є деспотичним, оскільки не звертається до інтерсекціональності та не включає її в свою ідеологічну свідомість. Багато хто звинувачує американський фемінізм у расистському класовому елітаризмі з його переважно академічних меж, стверджуючи, що американський фемінізм перетворився на ще одну сферу академічної елітарності. Важливо зазначити, що багато білих дослідниць (і дослідників), навіть самоідентифікованих феміністок, не цінують присутність усіх у колективних зусиллях, спрямованих на визволення жінок чи людей, і називають їх співпригноблювачами суспільства, поряд з іншими представниками привілейованих класів, які не беруть участі у боротьбі проти гноблення у нашому складному суспільстві.
Берніс Фішер вказує на те, як феміністична педагогіка суперечить своїм історичним корінням у традиції «підвищення свідомості».Групи підвищення свідомості були важливою частиною жіночого визвольного руху 1960-х і 1970-х років. Завдяки цим групам люди змогли визнати, що вони поділяють схожу боротьбу. Таким чином збільшувалася кількість людей, обізнаних з певною соціальною проблемою. «Більшість дискусій про феміністичну педагогіку можна розглядати як боротьбу за узгодження бачення підвищення свідомості з реаліями вищої освіти. Оскільки остання передбачає і загалом підтримує конкуренцію та індивідуалістичну орієнтацію в навчанні, однією з перших проблем для феміністичної викладачки є створення довіри, яку передбачає просвітницька діяльність». З інституціоналізацією жіночих студій в академічному середовищі викладачки-феміністки були розпорошені по «менш радикальних університетах, громадських коледжах та інших контекстах, де риторика фемінізму була набагато менш знайомою і більш загрозливою, ситуація мала тенденцію до зворотного розвитку: викладачки-активістки контактували з жіночим рухом, що змінювався, або були його частиною, і в певному сенсі ставали його представницями перед студентками».